# Paratapinophis praemaxillaris
Genre
Espèce
Synonymes
- Opisthotrophis praemaxillaris (Angel, 1929)

Statut de conservation UICN

 LC  : Préoccupation mineure
Paratapinophis praemaxillaris, unique représentant du genre Paratapinophis, est une espèce de serpents de la famille des Natricidae.

## Répartition
Cette espèce se rencontre dans le nord du Laos, en Thaïlande et dans la province du Yunnan en République populaire de Chine,.

## Description
C'est un serpent ovipare.

## Publication originale
- Angel, 1929 : Liste des reptiles et batraciens du Haut-Laos recueillis par M. Delacour. Descriptions d'un genre, de 2 espèces et d'une variété d'ophidiens. Bulletin du Muséum national d'histoire naturelle de Paris, sér. 2, vol. 1, p. 75-81.